# Allison Pineauová
Allison Marie Pineauová (* 2. května 1989 Chartres) je francouzská házenkářka, hrající na pozici střední spojky.
V roce 2011 získala francouzský titul s týmem Metz Handbal, v roce 2013 vyhrála rumunskou ligu s CS Oltchim Râmnicu Vâlcea a v roce 2014 se stala mistryní Makedonie v dresu ŽRK Vardar Skopje, s nímž obsadila téhož roku třetí místo v Lize mistryň EHF. Od roku 2017 je hráčkou Brest Bretagne Handball.
Za francouzskou reprezentaci hraje od roku 2007. Získala s ní prvenství na Středomořských hrách 2009, stříbrné medaile na mistrovství světa v házené žen 2009 a mistrovství světa v házené žen 2011 i olympijských hrách 2016, bronz na mistrovství Evropy v házené žen 2016 a vyhrála mistrovství světa v házené žen 2017 a mistrovství Evropy v házené žen 2018.
V roce 2009 byla zvolena do ideální sestavy světového šampionátu a získala cenu pro nejlepší světovou házenkářku roku. Od roku 2016 je také nositelkou Národního řádu za zásluhy